# Awalapa
De Awalapa is een kleinere zijrivier van de Tapanahonyrivier in het ressort Tapanahony in het zuiden van het Surinaamse district Sipaliwini.